# توجه (ترانه دوجا کت)
«توجه» (به انگلیسی: Attention) ترانه‌ای از رپر و خوانندهٔ آمریکایی دوجا کت می‌باشد. این ترانه با همکاری تهیه‌کنندگان روژه چاهاید و وای۲کی نوشته‌شده و در تاریخ ۱۶ ژوئن ۲۰۲۳ از طریق از سوی کموساب و آرسی‌ای رکوردز به‌عنوان نخستین تک‌آهنگ تبلیغاتی از چهارمین آلبوم استودیویی وی با نام اسکارلت منتشر شد. هم‌زمان با انتشار این ترانه موزیک ویدئویی نیز به کارگردانی تانو موئینو منتشر گردید.
ترانهٔ «توجه» نمایانگر تغییر مسیر دوجا کت می‌باشد که پیشتر آثارش‌را «کسب درآمدهای سطحی» و «پاپ بی‌کیفیت» توصیف کرده‌بود. این ترانه یک قطعه هیپ هاپ با الهام از دههٔ ۱۹۹۰ و ضرب‌آهنگ تریپ هاپ است که در آن دوجا کت به انتقادها و جنجال‌های مختلفی که پیرامونش بوده، پاسخ می‌دهد از جمله تغییرات ظاهری، فعالیتش در شبکه‌های اجتماعی و مقایسه‌هایی که با نیکی میناژ انجام شده‌است. این ترانه وارد ۴۰ ترانه برتر در جدول‌های موسیقی ایالات متحده، بریتانیا، ایرلند، استرالیا و نیوزیلند شد.
«توجه» در شصت و ششمین مراسم جوایز گرمی در دو بخش اجرای ملودیک رپ برتر و بهترین ترانهٔ رپ نامزد دریافت جایزه شد.